# 邸琮
邸 琮（てい そう、1205年 - 1239年）は、モンゴル帝国に仕えた漢人将軍の一人。字は叔玉。モンゴル帝国初期の漢人世侯であった邸順の族弟。

## 概要
邸琮の族兄であるは邸順は金末の混乱期に一族の者や郷里の者数百名を集め順天軍行唐県で自立した人物で、後に邸琮らとともに華北地方に侵攻してきたチンギス・カンに投降した。1225年（乙酉）、一度モンゴルに降った武仙が真定で叛乱を起こすと、邸琮は黄台という地で武仙軍を破っている。1233年（癸巳）、元帥のタガチャルが蔡州に逃げ込んだ金朝最期の皇帝である哀宗を滅ぼす戦い（蔡州の戦い）に功績があり、真定五路万戸の総管府推官とされている。その後、金符を下賜されて管軍総押、管領七路兵馬の地位を授かり、徐州を鎮守した。南宋軍が徐州に侵攻してきた時には、これを撃退している。1238年（戊戌）、大将チャガンの滁州攻めに加わった時に矢傷を受けてしまい、この傷がもとで1239年（己亥）に亡くなった。
死後、息子の邸沢もモンゴル帝国に仕え、主に南宋の平定に活躍した。